# Problema piesei de cinci lei
Problema piesei de cinci lei este o teoremă remarcabilă din geometria plană, descoperită de Gheorghe Țițeica în timp ce desena cercuri cu o monedă de 5 lei (de unde și numele acesteia).
Teoremă.
Trei cercuri având razele egale se intersectează într-un punct. Luându-se două câte două, se obțin încă trei puncte de intersecție.
Cercul determinat de aceste trei puncte are raza egală cu raza cercurilor date.
Demonstrație.
Se consideră un triunghi ABC.
Fie {\displaystyle {\mathcal {C}}(I,r),\!} respectiv {\displaystyle {\mathcal {C}}(O,R),\!} cercul înscris, respectiv cercul circumscris triunghiului ABC.
Se consideră inversiunea {\displaystyle i_{I,-R^{2}+OI^{2}}.\!}
Cercul {\displaystyle {\mathcal {C}}(O,R)\!} se va transforma prin i tot într-un cerc.
Fie {\displaystyle A',B',C'\!} punctele de intersecție ale bisectoarelor {\displaystyle [AI,[BI,[CI\!} cu cercul {\displaystyle {\mathcal {C}}(O,R).\!}
Folosind puterea punctului I față de cercul {\displaystyle {\mathcal {C}}(O,R),\!} rezultă relațiile:
{\displaystyle IA\cdot IA'=IB\cdot IB'=IC\cdot IC'=R^{2}-OI^{2},\!}
de unde
{\displaystyle A'=i(A),\;B'=i(B),\;C'=i(C).\!}
Aceste trei egalități arată că:
{\displaystyle T({\mathcal {C}}(O,R))={\mathcal {C}}(O,R).\!}
Dreapta BC (care nu trece prin polul de inversiune I) se va transforma prin i într-un cerc care trece prin punctele {\displaystyle I,B',C',\!} astfel încât tangenta în I la acest cerc este paralelă cu BC.
Fie D punctul de contact al cercului înscris cu latura [BC].
Deoarece {\displaystyle ID\perp BC,\!} rezultă că {\displaystyle D'=i(D)\!} va fi punctul diametral opus lui I în cercul circumscris triunghiului {\displaystyle IB'C'.\!}
Atunci:
{\displaystyle ID\cdot ID'=R^{2}-OI^{2}.\!}
Dacă se notează cu {\displaystyle 2R_{1}\!} lungimea diametrului {\displaystyle [ID'],\!} atunci, ultima egalitate se scrie:
{\displaystyle r\cdot 2R_{1}=R^{2}-OI^{2}.\!}
Din această egalitate și din egalitatea lui Euler în triunghiul ABC  {\displaystyle OI^{2}=R^{2}-2Rr,}  se obține:
{\displaystyle R_{1}=R.}